# Radomír Šimůnek jr.
Radomír Šimůnek jr. (Plzeň, Regió de Plzeň, 6 de setembre de 1983) és un ciclista txec, especialista en el ciclocròs.
El seu pare Radomír també es va dedicar dedicar al ciclocròs.

## Palmarès
- 1999-2000
  -  Campió de Txèquia júnior en ciclocròs
- 2015-2016
  -  Campió de Txèquia en ciclocròs